# Heinz Peter Ritter

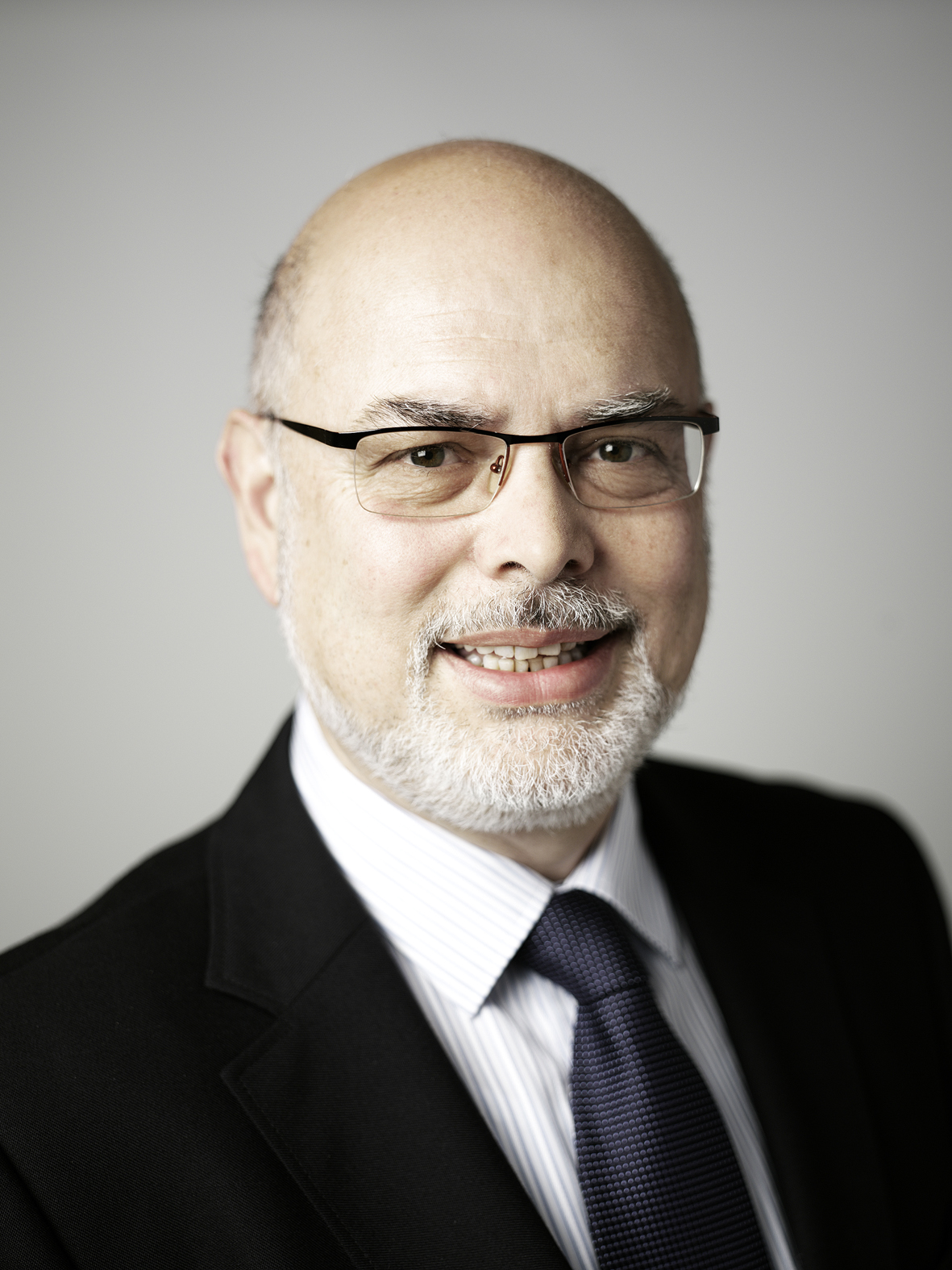
Heinz Peter Ritter (2010)

Heinz Peter Ritter (* 22. Jänner 1952 in Hohenems) ist ein österreichischer Politiker (ÖVP) und Polizist. Er war von 2009 bis 2014 Abgeordneter zum Vorarlberger Landtag und ab 2012 dessen 1. Landtagsvizepräsident.

## Berufs- und Privatleben
Ritter war beruflich seit 1970 bei der Bundesgendarmerie beziehungsweise der heutigen Bundespolizei beschäftigt und war bis 2012 Leiter der Autobahnpolizeiinspektion Bludenz. Er ist verheiratet und Vater eines Sohnes und einer Tochter. Am 9. Juni 2021 wurde Heinz Peter Ritter, der sich bereits seit vielen Jahren in dessen Vorstand engagierte, zum Präsidenten des österreichischen olympischen Sportverbands für Beeinträchtigte (Special Olympics Austria) gewählt.

## Politischer Werdegang
Politisch wurde Heinz Peter Ritter erstmals in der Stadtpolitik von Bludenz verwurzelt. Er war dort von 1990 bis 1995 Mitglied der Stadtvertretung und anschließend von 1995 bis 2009 Stadtrat. Nach der Gemeindevertretungswahl 2005 wurde er zum Bludenzer Vizebürgermeister gewählt. Seine Tätigkeit als Vizebürgermeister und Stadtrat beendete Ritter im Jahr 2012, aus der Stadtvertretung verabschiedete er sich nach der Gemeindevertretungswahl 2015.
Heinz Peter Ritter wurde bei der Landtagswahl in Vorarlberg 2009 in den Vorarlberger Landtag gewählt und dort als Mandatar der ÖVP Vorarlberg am 14. Oktober 2009 erstmals angelobt. Im Landtag war er während seiner Zeit als Landtagsabgeordneter durchgehend Verkehrssprecher des ÖVP-Landtagsklubs. 
Nach dem Wechsel von Landtagspräsidentin Bernadette Mennel als Landesrätin in die Landesregierung und dem dadurch bedingten Aufstieg der bisherigen 1. Landtagsvizepräsidentin Gabriele Nußbaumer zur Landtagspräsidentin wurde Heinz Peter Ritter am 14. November 2012 als Nußbaumers Nachfolger zum ersten Vizepräsidenten des Vorarlberger Landtags gewählt. Bereits im Vorfeld dieses Wechsels hatte Ritter seine gemeindepolitischen Funktionen, insbesondere das Amt des Bludenzer Vizebürgermeisters, zurückgelegt.
Bei der Landtagswahl 2014 wurde Heinz Peter Ritter im Wahlbezirk Bludenz von den politischen Neueinsteigern Christian Gantner und Monika Vonier mittels Vorzugsstimmen überholt und konnte dadurch kein Mandat mehr erlangen. Er schied deshalb mit der Angelobung des neuen Landtags am 15. Oktober 2014 aus diesem aus.